# Two Nice Girls
Two Nice Girls est un groupe autoproclamé de dyke rock originaire de la ville Austin, au Texas, créé par l'auteur-compositeur-interprète Gretchen Phillips.
Le groupe a sorti trois albums sous le label Rough Trade Records entre 1985 et 1992.

## Histoire
Le duo Gretchen Phillips et Kathy Korniloff remporte le festival Sweet Jane à Austin et compose le groupe originel qui se forme en 1985. Leur version de la chanson de Lou Reed est plus tard arrangée avec Love and Affection de Joan Armatrading pour leur single Sweet Jane en 1989.
En un an, le duo s’élargit avec Laurie Freelove à la guitare, basse, percussions et chant. Phillips à la guitare, basse, mandoline et chant, Kathy Korniloff à la guitare, basse, violon, percussions, chant.
Chacun des membres écrit des chansons et se relaient sur différents instruments. Leur premier album, 2 Nice Girls, sort en 1989 et comprend Sweet Jane et une reprise de Follow Me de Jane Siberry, ainsi que huit originaux,. Laurie Freelove part en 1989 après l'achèvement de cet album pour poursuivre une carrière solo. Meg Hentges prend sa suite et intègre le groupe. La batteuse Pam Barger s'ajoute au groupe pour une tournée de promotion de l'album,. En 1990, sort un mini-album Like a Version suivi de Chloe Liked Olivia en 1991,.
Le lesbianisme est un thème privilégié dans leurs chansons, sous forme de satire en utilisant l'humour. Leur musique s'apparente à du  folk rock,.
En 1991 Two Nice Girls remporte un GLAAD Media Award. Le groupe se sépare en 1992. Chacun poursuit sa carrière avec d'autres partenariat : Meg Hentges sort un EP (4 à 5 titres) et deux albums complets. Gretchen Phillips enregistre plusieurs albums auto-publiés et forme d'autres groupes.
Kathy Korniloff déménage à Los Angeles pour poursuivre une carrière dans la conception sonore et les musiques de films. Pam Barger déménage à Seattle et rejoint le Billy Tipton Memorial Saxophone Quartet.
Le site Internet du groupe mentionne le décès d'un de leur membre, Laurie Freelove, morte le 22 janvier 2017.

### Albums
Trois albums sont sortis sous le label Rough Trade : 2 Nice Girls (1989) - Comme une version (1990), Chloé a aimé Olivia (1991), 

### Single
- Sweet Jane, traduire avec affection (1989) sous le label Rough Trade